# استالتی
استالتی (به ایتالیایی: Stalettì) یک منطقهٔ مسکونی در ایتالیا است که در استان کاتانزارو واقع شده‌است.

## خصوصیات
استالتی ۱۱ کیلومترمربع مساحت و ۲٬۴۸۶ نفر جمعیت دارد و ۳۸۲ متر بالاتر از سطح دریا واقع شده‌است.